# Strukturiertes Vererbungsnetz
Ein strukturiertes Vererbungsnetz ist eine Wissensrepräsentationsmethode, die in der Künstlichen Intelligenz eingesetzt wird, um Hierarchien von Konzepten zu realisieren. Die solcherart aufgebauten Konzeptbäume ähneln (stark vereinfachend) den Klassenhierarchien in der Objektorientierung.
Die Forschung zu den strukturierten Vererbungsnetzen basiert im Wesentlichen auf einer Arbeit über das System KL-ONE, das später zu dem System KL-TWO fortentwickelt wurde.